# Grupo puntual

La flor Bauhinia blakeana representada en la bandera de Hong Kong tiene simetría C_{5}; la estrella interior de cada pétalo tiene simetría D_{5}.

En geometría y cristalografía, un grupo puntual es un grupo de simetrías geométricas (grupo de isometría) que mantiene constante por lo menos un punto fijo. Los grupos puntuales pueden existir en un espacio euclidiano de cualquier otra dimensión, y cada grupo puntual en la dimensión d es un subgrupo del grupo ortogonal O(d). Los grupos puntuales pueden ser considerados como un conjunto de matrices ortogonales M que transforman un punto x en un punto y:
y= M.x
donde el origen es el punto fijo. Los elementos de los grupos puntuales pueden ser: rotaciones (determinante de M= 1) rotaciones impropias, reflexiones, rotaciones-reflexiones, o rotoreflexiones (determinante de M= -1). Todos los grupos puntuales de las rotaciones de dimensión d son subgrupos del grupo ortogonal especial SO(d).
Los grupos puntuales discretos en más de una dimensión se agrupan en familias infinitas, pero por el teorema de restricción cristalográfica y por uno de los teoremas de Bieberbach, cada número de dimensiones solo tiene un número finito de grupos puntuales que son simétricos respecto de una red o retícula con ese número de dimensiones. Estos son los grupos puntuales cristalográficos.

## Una dimensión
Solo hay dos grupos puntuales unidimensionales, el grupo identidad y el grupo reflexión.
| Grupo | Coxeter | Diagrama de Coxeter | Orden | Descripción     |
| ----- | ------- | ------------------- | ----- | --------------- |
| C1    | [ ]+    |                     | 1     | Identidad       |
| D1    | [ ]     |                     | 2     | Grupo reflexión |

## Dos dimensiones
Los grupos puntuales planos son a veces llamados grupos de roseta.
Se agrupan en dos familias infinitas:
1. Grupos cíclicos Cn o grupos de rotación de orden n
2. Grupos diedral Dn de rotación de orden n y grupos de reflexión.

Aplicando el teorema de restricción cristalográfica n queda limitado a los valores 1, 2, 3, 4 y 6 para ambas familias, produciendo 10 grupos.
| Grupo | Intl | Orbifold | Coxeter | Orden | Descripción                                                                                            |
| ----- | ---- | -------- | ------- | ----- | --- |
| Cn    | n    | nn       | [n]+    | n     | Cíclico: rotaciones de orden n. Extraer el grupo Zn, el grupo de los enteros bajo la adición módulo n. |
| Dn    | nm   | *nn      | [n]     | 2n    | Diedral: cíclico con reflexiones. Extraer el grupo Dihn, el grupo diedral.                             |

El subconjunto de grupos puntuales de reflexión pura, se define por uno o dos ejes de simetría, también se puede dar por su grupo de Coxeter y polígonos relacionados. Estos incluyen cinco grupos cristalográficos.
| Grup0 | Coxeter group | Coxeter group | Diagrama de Coxeter | Orden | Polígonos relacionados |
| ----- | ------------- | ------------- | ------------------- | ----- | ---------------------- |
| D3    | A2            | [3]           |                     | 6     | Triángulo equilátero   |
| D4    | BC2           | [4]           |                     | 8     | Cuadrado               |
| D5    | H2            | [5]           |                     | 10    | Pentágono regular      |
| D6    | G2            | [6]           |                     | 12    | Hexágono regular       |
| Dn    | I2(n)         | [n]           |                     | 2n    | Polígono regular       |
| D2n   | I2(2n)        | [[n]]=[2n]    |                     | 4n    | Polígono regular       |
| D2    | A12           | [2]           |                     | 4     | Rectángulo             |
| D1    | A1            | [ ]           |                     | 2     | Dígono                 |

## Tres dimensiones
Los grupos puntuales tridimensionales son a veces llamados grupos puntuales moleculares por su amplio uso en el estudio de las simetrías de las moléculas pequeñas.
Se agrupan en siete familias infinitas de grupos axiales o prismáticos, y 7 grupos poliédricos adicionales o grupos platónicos. En notación de Schönflies,
- Los grupos axiales: Cn,  S2n, Cnh,  Cnv, Dn, Dnd, Dnh
- Grupos poliédricos: T, Td, Th, O, Oh, I, Ih

Aplicando el teorema de restricción cristalográfica a estos grupos se obtienen los 32 grupos puntuales cristalográficos.
| C1v Orden 2 | C2v Orden 4 | C3v Orden 6  | C4v Orden 8  | C5v Orden 10 | C6v Orden 12 | ... |
| ----------- | ----------- | ------------ | ------------ | ------------ | ------------ | --- |
|             |             |              |              |              |              |     |
| D1h Orden 4 | D2h Orden 8 | D3v Orden 12 | D4h Orden 16 | D5h Orden 20 | D6h Orden 24 | ... |
|             |             |              |              |              |              |     |
| Td Orden 24 | Oh Orden 48 | Ih Orden 120 |              |              |              |     |
|             |             |              |              |              |              |     |

| Intl*                    | Geo                        | Orbifold                | Schönflies              | Conway                          | Coxeter                                            | Orden          |
| ------------------------ | -------------------------- | ----------------------- | ----------------------- | ------------------------------- | -------------------------------------------------- | -------------- |
| 1                        | 1                          | 1                       | C1                      | C1                              | [ ]+                                               | 1              |
| 1                        | 22                         | ×1                      | Ci = S2                 | CC2                             | [2+,2+]                                            | 2              |
| 2 = m                    | 1                          | *1                      | Cs = C1v = C1h          | ±C1 = CD2                       | [ ]                                                | 2              |
| 2 3 4 5 6 n              | 2 3 4 5 6 n                | 22 33 44 55 66 nn       | C2 C3 C4 C5 C6 Cn       | C2 C3 C4 C5 C6 Cn               | [2]+ [3]+ [4]+ [5]+ [6]+ [n]+                      | 2 3 4 5 6 n    |
| 2mm 3m 4mm 5m 6mm nmm nm | 2 3 4 5 6 n                | *22 *33 *44 *55 *66 *nn | C2v C3v C4v C5v C6v Cnv | CD4 CD6 CD8 CD10 CD12 CD2n      | [2] [3] [4] [5] [6] [n]                            | 4 6 8 10 12 2n |
| 2/m 3/m 4/m 5/m 6/m n/m  | 2 2 3 2 4 2 5 2 6 2 n 2    | 2* 3* 4* 5* 6* n*       | C2h C3h C4h C5h C6h Cnh | ±C2 CC6 ±C4 CC10 ±C6 ±Cn / CC2n | [2,2+] [2,3+] [2,4+] [2,5+] [2,6+] [2,n+]          | 4 6 8 10 12 2n |
| 4 3 8 5 12 2n n          | 4 2 6 2 8 2 10 2 12 2 2n 2 | 2× 3× 4× 5× 6× n×       | S4 S6 S8 S10 S12 S2n    | CC4 ±C3 CC8 ±C5 CC12 CC2n / ±Cn | [2+,4+] [2+,6+] [2+,8+] [2+,10+] [2+,12+] [2+,2n+] | 4 6 8 10 12 2n |

| Intl*                               | Geo                       | Orbifold                      | Schönflies              | Conway                             | Coxeter                                      | Orden            |
| ----------------------------------- | ------------------------- | ----------------------------- | ----------------------- | ---------------------------------- | -------------------------------------------- | ---------------- |
| 222 32 422 52 622 n22 n2            | 2 3 2 4 2 5 2 6 2 n 2     | 222 223 224 225 226 22n       | D2 D3 D4 D5 D6 Dn       | D4 D6 D8 D10 D12 D2n               | [2,2]+ [2,3]+ [2,4]+ [2,5]+ [2,6]+ [2,n]+    | 4 6 8 10 12 2n   |
| mmm 6m2 4/mmm 10m2 6/mmm n/mmm 2nm2 | 2 2 3 2 4 2 5 2 6 2 n 2   | *222 *223 *224 *225 *226 *22n | D2h D3h D4h D5h D6h Dnh | ±D4 DD12 ±D8 DD20 ±D12 ±D2n / DD4n | [2,2] [2,3] [2,4] [2,5] [2,6] [2,n]          | 8 12 16 20 24 4n |
| 42m 3m 82m 5m 122m 2n2m nm          | 4 2 6 2 8 2 10 2 12 2 n 2 | 2*2 2*3 2*4 2*5 2*6 2*n       | D2d D3d D4d D5d D6d Dnd | ±D4 ±D6 DD16 ±D10 DD24 DD4n / ±D2n | [2+,4] [2+,6] [2+,8] [2+,10] [2+,12] [2+,2n] | 8 12 16 20 24 4n |
| 23                                  | 3                         | 332                           | T                       | T                                  | [3,3]+                                       | 12               |
| m3                                  | 4 3                       | 3*2                           | Th                      | ±T                                 | [3+,4]                                       | 24               |
| 43m                                 | 3 3                       | *332                          | Td                      | TO                                 | [3,3]                                        | 24               |
| 432                                 | 4 3                       | 432                           | O                       | O                                  | [3,4]+                                       | 24               |
| m3m                                 | 4 3                       | *432                          | Oh                      | ±O                                 | [3,4]                                        | 48               |
| 532                                 | 5 3                       | 532                           | I                       | I                                  | [3,5]+                                       | 60               |
| 53m                                 | 5 3                       | *532                          | Ih                      | ±I                                 | [3,5]                                        | 120              |

El subconjunto de grupos puntuales de reflexión pura, definido por 1 a 3 planos de simetría, también se puede dar por su grupo de Coxeter y poliedros relacionados. El grupo [3,3] se puede doblar, notándose como [[3,3]], haciendo coincidir los ejes primero y último uno sobre el otro, duplicando la simetría a orden 48, y resultando isomorfo con el grupo [4,3].
| Schönflies | Grupo de Coxeter | Grupo de Coxeter | Diagrama de Coxeter | Orden | Poliedro regular y prismático relacionado |
| ---------- | ---------------- | ---------------- | ------------------- | ----- | ----------------------------------------- |
| Td         | A3               | [3,3]            |                     | 24    | Tetraedro                                 |
| Oh         | BC3              | [4,3] =[[3,3]]   |                     | 48    | Cubo, octaedro Octaedro estrellado        |
| Ih         | H3               | [5,3]            |                     | 120   | Icosaedro, dodecaedro                     |
| D3h        | A2×A1            | [3,2]            |                     | 12    | Prisma triangular                         |
| D4h        | BC2×A1           | [4,2]            |                     | 16    | Prisma cuadrado                           |
| D5h        | H2×A1            | [5,2]            |                     | 20    | Prisma pentagonal                         |
| D6h        | G2×A1            | [6,2]            |                     | 24    | Prisma hexagonal                          |
| Dnh        | I2(n)×A1         | [n,2]            |                     | 4n    | Prisma n-gonal                            |
| D2h        | A13              | [2,2]            |                     | 8     | Cuboide                                   |
| C3v        | A2×A1            | [3]              |                     | 6     | Hosoedro                                  |
| C4v        | BC2×A1           | [4]              |                     | 8     | Hosoedro                                  |
| C5v        | H2×A1            | [5]              |                     | 10    | Hosoedro                                  |
| C6v        | G2×A1            | [6]              |                     | 12    | Hosoedro                                  |
| Cnv        | I2(n)×A1         | [n]              |                     | 2n    | Hosoedro                                  |
| C2v        | A12              | [2]              |                     | 4     |                                           |
| Cs         | A1               | [ ]              |                     | 2     |                                           |